# スーパーマン/バットマン:アポカリプス
『スーパーマン/バットマン:アポカリプス』（英: Superman/Batman: Apocalypse）は、DCコミックスから2004年に出版されたアメリカン・コミックス『Superman/Batman』のエピソード「The Supergirl from Krypton」を原作とするOVA。DCユニバース・アニメイテッド・オリジナル・ムービーズとしては9作目の映像作品で、2010年9月28日に発売された。

## キャスト
- スーパーマン - ティモシー・デイリー
- スーパーガール - サマー・グロー
- バットマン - ケヴィン・コンロイ
- ワンダーウーマン - スーザン・アイゼンバーグ（英語版）
- ビッグ・バルダ - ジュリアン・グロスマン
- ライラ・マイケルズ - レイチェル・クウェインタンス
- ダークサイド - アンドレ・ブラウアー
- グラニー・グッドネス - エドワード・アズナー
- マッド・ハリエット - サリー・サフィオッティ
- ギロチナ - サリー・サフィオッティ
- ストンパ - アンドレア・ロマーノ
- ラシーナ - タラ・ストロング

## 関連コミック
スーパーマン/バットマン:スーパーガール (翻訳版)
ヴィレッジブックス刊。
2016年7月30日発売。ISBN 978-4864913041